# Râul Măeriște
Râul Valea Măeriște este un curs de apă, afluent al râului Crasna.